# 할로 섀플리
할로 섀플리(영어: Harlow Shapley, 1885년 11월 2일 ~ 1972년 10월 20일)는 미국의 천문학자이다.

## 생애
1885년 11월 2일 미국 테네시주 내슈빌에서 태어났다. 1907년에 22세에 미주리 대학교에 입학하여 언론정보학을 공부하려 하였으나, 언론정보학과의 설립이 1년 지연되는 바람에 전공을 바꿀 수 밖에 없었다. 섀플리는 전공들의 목록에서, 알파벳 순으로 가장 처음 오는 것을 공부하고자 마음먹었다. 알파벳 순으로 제일 처음 오는 것은 고고학(영어: archaeology 아키올로지[*])이었는데, 이 단어를 어떻게 발음하는지 몰랐던 섀플리는 그 다음에 오는 천문학(영어: astronomy 어스트로노미[*])을 공부하게 되었다.
미주리 대학교를 졸업하고, 프린스턴 대학교에서 천문학 박사 과정을 헨리 노리스 러셀 아래서 밟았다. 1914년 윌슨 산 천문대원, 1921~1950년 하버드 대학교 천문대장을 지냈다.
1914년에 마사 베츠(영어: Martha Betz, 1891년~1981년)와 결혼하였고, 4남 1녀를 두었다. 이 가운데 하나는 2012년 노벨 경제학상을 수상한 로이드 섀플리이다.
1972년 10월 20일 미국 콜로라도주 볼더의 한 노인 요양원에서 사망하였다.

## 업적
헨리에타 스완 리비트가 1912년 발견한 세페이드 변광성의 주기광도 곡선을 연구하여, 이들의 절대 등급을 측정하는 방법을 발견하였다.
또 구상 성단 속의 거문고자리 RR형 변광성의 거리를 측정하여, 우리은하의 존재와 크기 및 우리 은하 속의 태양계의 위치를 발견하였다. 이 밖에, 안시쌍성에 관한 논문을 발표하였다.

## 같이 보기
- 생명체 거주가능 영역
- 미국 국립과학재단
- 거문고자리 RR
- 유네스코